# Јелхово
Јелхово (буг. Елхово) град је у Републици Бугарској, у југоисточном делу земље, седиште истоимене општине Јелхово у оквиру Јамболске области.

## Географија
Положај: Јелхово се налази у југоисточном делу Бугарске. Од престонице Софије град је удаљен 320 km источно, а од обласног средишта, Јамбола град је удаљен 40 km јужно.
Рељеф: Област Јелхова се налази на источном ободу Горњетракијске котлине, у области долине Тунџе. Град се сместио у равничарском подручју, на око 100 метара надморске висине.
Клима: Клима у Јелхову је измењено континентална клима са утицајем оближњег Егејског мора.
Воде: Кроз Јелхово протиче река Тунџа средњим делом свог тока.

## Историја
Област Јелхова је првобитно било насељено Трачанима, а после њих овом облашћу владају стари Рим и Византија. Јужни Словени ово подручеје насељавају у 7. веку. Од 9. века до 1373. године област је била у саставу средњовековне Бугарске.
Крајем 14. века област Јелхова је пала под власт Османлија, који владају облашћу 5 векова.
Године 1885. град је постао део савремене бугарске државе. Насеље постоје убрзо средиште окупљања за села у околини, са више јавних установа и трговиштем.

## Становништво
По проценама из 2007. године Јелхово је имало око 11.000 становника. Огромна већина градског становништва су етнички Бугари. Остатак су махом Роми. Последњих 20ак година град губи становништво због удаљености од главних токова развоја у земљи.
Претежан вероисповест месног становништва је православље.

## Галерија
- Црква у Јелхову
- Градски музеј
- Кафе у средишту града
- Градски базен